# Henry Joost
Pour les articles homonymes, voir Joost.
Henry Joost, né le 30 octobre 1982 à Francfort-sur-le-Main, est un réalisateur américain. Il réalise quasiment tous ses films avec Ariel Schulman.

## Filmographie
Sauf indication contraire, les informations mentionnées dans cette section peuvent être confirmées par la base de données cinématographiques IMDb,  présente dans la section « Liens externes ».
- 2010 : Catfish (documentaire) (coréalisé par Ariel Schulman)
- 2010 : NY Export: Opus Jazz (court métrage) (coréalisé par Jody Lee Lipes)
- 2011 : 3x3 (téléfilm) (coréalisé par Casey Neistat, Ariel Schulman et Todd Selby)
- 2011 : Paranormal Activity 3 (coréalisé par Ariel Schulman)
- 2011 : Metropolis II (court métrage documentaire) (coréalisé par Ariel Schulman)
- 2012 : A Brief History of John Baldessari (court métrage documentaire) (coréalisé par Ariel Schulman)
- 2012 : Paranormal Activity 4 (coréalisé par Ariel Schulman)
- 2013 : Meals Per Hour (court métrage) (coréalisé par Ariel Schulman)
- 2014 : Cover Girl (court métrage) (coréalisé par Ariel Schulman)
- 2014 : Joan Smalls Likes (court métrage) (coréalisé par Ariel Schulman)
- 2015 : A Year of Ping Pong (court métrage) (coréalisé par Ariel Schulman)
- 2015 : The Best Best Friends Game (court métrage vidéo) (coréalisé par Ariel Schulman)
- 2016 : Australian Psycho (court métrage) (coréalisé par Ariel Schulman)
- 2016 : Nerve (coréalisé par Ariel Schulman)
- 2016 : Viral (coréalisé par Ariel Schulman)
- 2017 : Elle Fanning's Fan Fantasy (court métrage) (coréalisé par Ariel Schulman)
- 2020 : Project Power (coréalisé par Ariel Schulman)